# 奥野将平
奥野 将平(おくの しょうへい、1990年8月18日 - )は、大阪府出身の元プロサッカー選手。ポジションはミッドフィールダー。

## 来歴
ガンバ大阪堺ジュニアユースを経て興國高等学校、阪南大学に進学した。興國高校在籍時の2006年と2008年に大阪高校選抜、阪南大学在籍時の2011年と2012年に関西選抜に選出された。2010年は関西学生サッカーリーグで優勝、2011年は関西学生サッカー選手権大会で優勝した。2012年は総理大臣杯全日本大学サッカートーナメントと関西学生サッカーリーグで優勝、関西学生サッカー選手権大会で3位、全日本大学サッカー選手権大会でベスト4に進出した。
2013年2月に日本で開催されたラトビア2部所属のFKアウダによるセレクションに合格した。4月6日に行われた2013シーズンの1.リーガ第1節SKリエパヤス・メタルルグスII戦で初出場、第2節FCユールマラII戦で初得点を記録した。
同年7月にセルビア1部所属のFKスロボダ・ウジツェに移籍した。8月18日に行われた2013-14シーズンのスーペルリーガ第2節FKチュカリチュキ戦で初出場、第7節FKラドニチュキ1923戦で初得点を記録した。9月25日にはセルビア・カップに初出場した。
2014年8月にポーランド1部所属のMKSポゴニ・シュチェチンに移籍。
2015年2月にポーランド2部所属のビトヴィア・ビトゥフ（ドゥルテックス・ビトヴィア）に移籍。
2016年にオーストラリア・イラワラプレミアリーグのアルビオン・パークホワイトイーグルスと契約。
2019年にオーストラリア2部のマッカビハコア・シドニーシティイーストFCへ加入。
2020年6月、福井ユナイテッドFCへの移籍が発表された。

## 所属クラブ
- ガンバ大阪堺ジュニアユース
- 興國高等学校 2006-2008
- 阪南大学 2009-2012
- FKアウダ（英語版） 2013
- FKスロボダ・ウジツェ 2013.07-2014.07
- MKSポゴニ・シュチェチン 2014
- ビトヴィア・ビトゥフ（英語版） 2015
- アルビオン・パークホワイトイーグルス（英語版） 2016 - 2017
- マッカビハコア・シドニーシティイーストFC（英語版） 2019
- 福井ユナイテッドFC 2020.6 -